# イギリスの地方行政区画

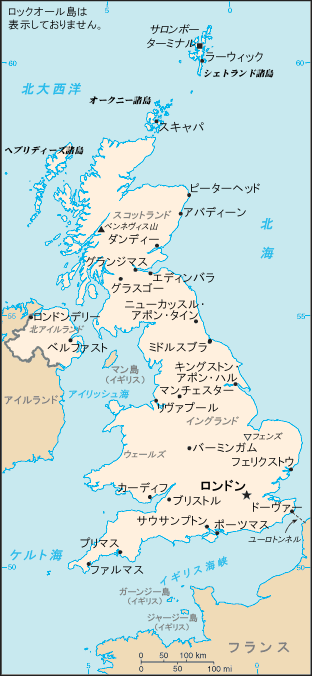
イギリスの地図

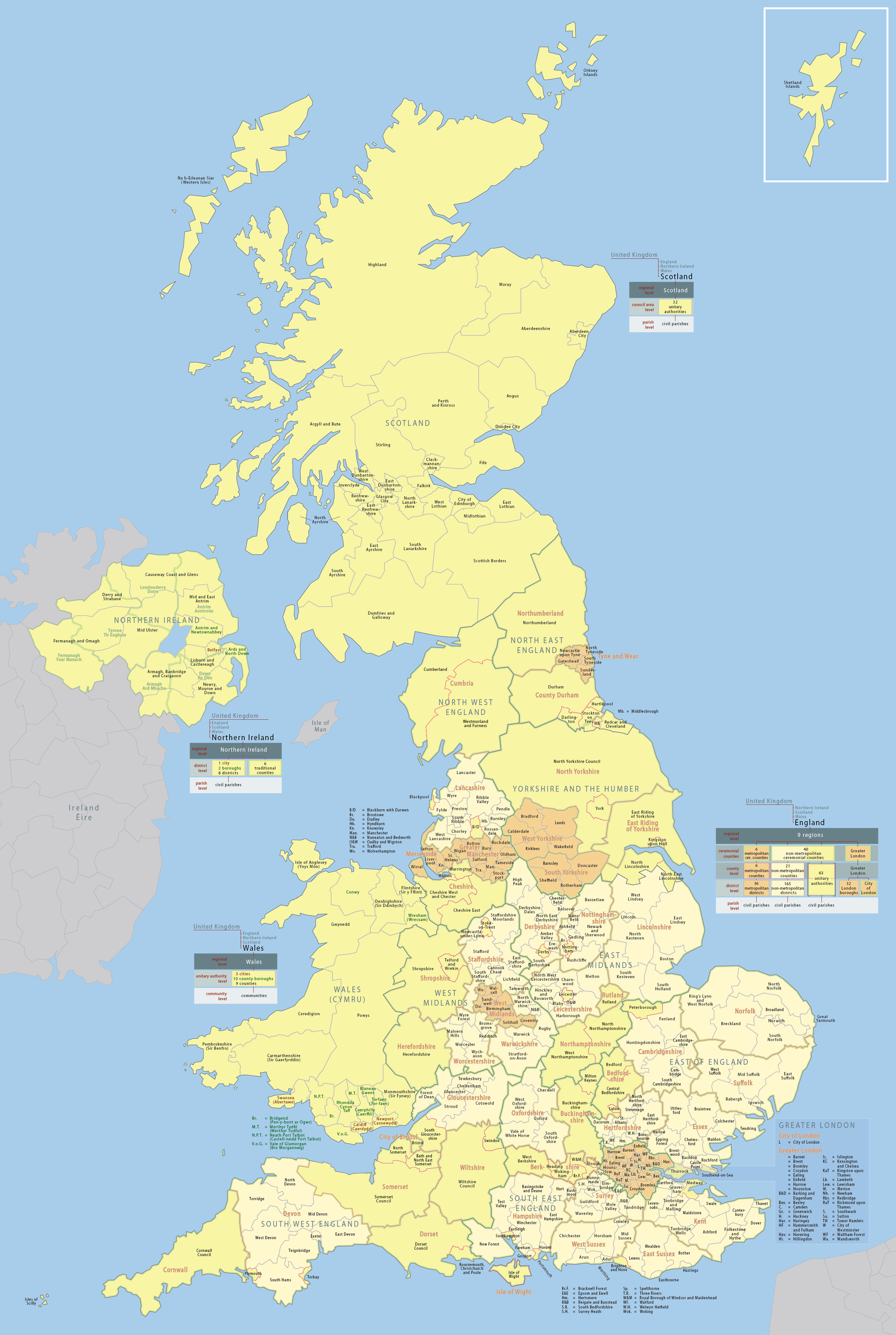

イギリスの地方行政区画(イギリスのちほうぎょうせいくかく、英: Subdivisions of the United Kingdom) は、複雑、重層的かつ不均質で、イングランド、スコットランド、ウェールズ、北アイルランドのそれぞれで異なる。現在の構造に到達するのに数百年かかっている。
最近は、伝統的に最も重要な層であるカウンティ (county) とパリッシュ(parish)、スコットランドの場合はカウンティとバラ(burgh) からシティ、ディストリクト(District)、あるいは欧州連合の影響を受けたリージョンといった他の行政区画への移行が顕著である。

## 連合構成国
イギリスは4つの非独立国であるイングランド、スコットランド、ウェールズ、北アイルランドよりなる。これらの非独立国は一般に「国（カントリー）」(country) と言われる。この構成はかつての主権国家であるイングランド王国（征服されたウェールズ公国を含む）とスコットランド王国との1707年の合同法によるグレートブリテン王国（1707年 - 1800年）の形成と、それに続くグレートブリテン王国とアイルランド王国との1800年の合同法に基づくグレートブリテンおよびアイルランド連合王国の形成という政治的連合によって構築された。1922年のアイルランド自由国の独立ならびにアイルランド分割により、現在のグレートブリテンおよび北アイルランド連合王国となった。
イングランドおよびウェールズは様々な目的で、特に法律を共有しているという点から一体のものとして扱われるが、スコットランドと北アイルランドは独自の法体系を有している（スコットランド法を参照）。

### イングランド
イングランドには独自の議会や政府はない。9つのリージョンに区分されている。 
ロンドンリージョンはさらにシティ・オブ・ロンドンと32のロンドン特別区に区分されており、これらをあわせてグレーターロンドンといい、行政はグレーター・ロンドン・オーソリティー(Greater London Authority) が担っている。
他のリージョンは都市および非都市カウンティに区分されている。カウンティはさらにシティ、バラ、ロイヤル・バラ、都市バラ、ディストリクトと様々に呼ばれるディストリクトに区分されている。カウンティとディストリクトの機能を単一自治体(unitary authority) に統合している所もある。
ディストリクトレベルの下にはシヴィル・パリッシュがあるが、イングランド全土で設置されているわけではない。パリッシュ（またはタウン）カウンシルは村、小さな町、そして稀に市街地のコミュニティにあるが、グレーターロンドン内部での設置は禁止されている。
イングランドの地理的区分には伝統的カウンティに良く似た区分である典礼カウンティが用いられ、地理的カウンティとも呼ばれている。各典礼カウンティには王室の代理人である地方長官(Lord Lieutenant) が置かれている。

### スコットランド
スコットランドは立法府であるスコットランド議会と、行政庁であるスコットランド政府がある。
スコットランドでは、国レベルの下に32のカウンシル・エリア（単一自治体）がある。この均一区分の下、郊外のカウンシルエリアでは様々なレベルのエリア委員会があり、広い範囲に渡って小さなコミュニティカウンシルに区分されているが、全土に分布しているわけではない。スコットランドのコミュニティカウンシルが有する権限は、イングランドのパリッシュやウェールズのコミュニティカウンシルに比べ限定的である。

### ウェールズ
ウェールズには公選のウェールズ議会(National Assembly for Wales) とウェールズ行政庁(Welsh Assembly Government) がある。
ウェールズは国レベルの下に22の単一行政体、すなわち10のカウンティバラ、9のカウンティ、3のシティを有する。その下の単一行政体はコミュニティカウンシルであり、イングランドのパリッシュ同様の権能を有する。

### 北アイルランド
北アイルランドにはベルファスト合意に基づき北アイルランド議会(Northern Ireland Assembly) と北アイルランド執行部(Northern Ireland Executive) が置かれている。執行権が停止されている間、北アイルランド執行部は北アイルランド相(Secretary of State for Northern Ireland) が管理し、ウェストミンスター議会が立法を行った。これは権限移譲に対して、直接統治と言われた。
2015年に伝統的6県が廃止され、新たに11行政区が設置された。

## 王室保護領
- マン島
- ジャージー島
- ガーンジー島

これらは連合王国の一部ではない。ジャージー島とガーンジー島は、自然地理的には合わせてチャンネル諸島を形成する。

## 非公式区分
上記以外にも、非公式、歴史的、あるいは特定目的の区分がある。たとえば、スコットランド高地には公式の境界がある（あるいは、あった）が、ロンドン通勤圏などはもっと曖昧である。スノードニア(ウェールズ語：Eryri) には、国立公園という文脈でははっきりした境界があるとも言える。イングランド東部のフェンズは地理的にはっきり定義されているが、公式の実体はない。

## 国際的区分
欧州統計局と国際標準化機構はイギリスの区分とそのコードを作成している。